# Józef (staroobrzędowy arcybiskup moskiewski)
Józef, imię świeckie Iwan Michajłowicz Morżakow (ur. 1885 lub 1886 w Pijawocznym Ozierze, zm. 3 listopada 1970) – zwierzchnik Rosyjskiej Prawosławnej Cerkwi Staroobrzędowej w latach 1961-1970.
W wieku sześciu lat stracił ojca. Od jedenastego roku życia wychowywał się przy monasterze staroobrzędowym w Jelesinie (gubernia niżnonowogrodzka), od biskupów niżnonowogrodzkiego Cyryla i uralskiego Arseniusza uczył się cerkiewnego ustawu i śpiewu. W 1909 przyjął święcenia diakońskie z rąk biskupa niżnonowogrodzkiego Innocentego, zaś w 1916 został wyświęcony na kapłana i objął obowiązki proboszcza staroobrzędowego-popowskiego soboru Zaśnięcia Matki Bożej w Niżnym Nowogrodzie. Był żonaty, miał siedmioro dzieci, jego żona zmarła w 1924.
Po 1924 został aresztowany i spędził dziesięć lat w różnych więzieniach i obozach. W 1945 złożył wieczyste śluby mnisze z imieniem Józef. W tym samym roku został wyświęcony na biskupa kiszyniowskiego i odeskiego oraz objął obowiązki locum tenens eparchii czerniowieckiej i izmaelskiej. W 1953 Uświęcony Sobór Rosyjskiej Prawosławnej Cerkwi Staroobrzędowej wybrał go na arcybiskupa moskiewskiego i całej Rusi, jednak biskup Józef odmówił objęcia urzędu i wskazał zamiast siebie biskupa Flawiana. W 1961, po jego śmierci, został wybrany na jego następcę, tym razem wybór przyjął. Jego intronizacja odbyła się 19 lutego 1961. Urząd sprawował do śmierci w 1970.